# Décembre 1883

## Événements
- 28 décembre (Inde) : ouverture de la conférence du parti bengalais Bahrat Sabha. Ses membres réclament un accès plus diversifié aux emplois pour les Indiens et la possibilité de participer de façon plus significative à la vie politique.
- 23 décembre (France) : Maupassant écrivit "La Main" nouvelle fantastique.

## Naissances
- 3 décembre : Anton von Webern, compositeur († 1945).
- 12 décembre : Léon van der Essen, historien belge, professeur à l'université catholique de Louvain († 10 février 1963).
- 13 décembre : « El Gordito » (José Carmona García), matador espagnol († 14 mai 1951).
- 14 décembre : Morihei Ueshiba, japonais, fondateur de l'aïkido († 1969).
- 16 décembre :
  - Max Linder, acteur et réalisateur français († 1925).
  - Cyrille Van Hauwaert, coureur cycliste belge († 15 février 1974).
- 17 décembre : 
  - Raimu, comédien français († 1946).
  - Harti Kanoukov, politicien, militaire, révolutionnaire, journaliste, traducteur et écrivain russe ] († 7 février 1933)
- 19 décembre : Francis Barry Byrne, architecte américain († 17 décembre 1967).
- 21 décembre : Serranito (Hilario González Delgado), matador espagnol († 13 octobre 1908).
- 22 décembre : Edgar Varèse, compositeur américain d'origine française († 1965).
- 23 décembre :
  - Hubert Pierlot, homme politique belge († 13 décembre 1963).
  - Arthur Vanderstuyft, coureur cycliste belge († 6 mai 1956).
- 25 décembre : Maurice Utrillo, peintre français († 5 novembre 1955).